# Velika grevilka
Velika grevilka (znanstveno ime Grevillea robusta) je vednozeleno drevo Avstralije iz družine Proteaceae.

## Opis
Znanstveno ime je drevo dobilo po enem od ustanoviteljev londonskega hortikulturnega društva Charlesu F. Grevillu. To drevo zraste do 45 metrov visoko, odraslo pa ima sivorjavo razpokano skorjo. Listi so dvojno pernato razrasli, podobni pa so listom praproti in nikoli ne odpadejo. Po zgornji strani so zeleni, po spodnji strani pa sivkaste barve. Cvetovi so združeni v socvetja, razvijejo pa se na dveletnih vejah. Barva cvetov je oranžna, nimajo pa cvetnega odevala. Čaša je kratka in ima štiri zakrivljene pole, štiri prašnike, ki imajo sedeče prašnice in eno samo dolgo brazdo. Velika grelivka je žužkocvetka, kar pomeni, da jo oprašujejo žuželke. Prav zato so polni peloda. Plodovi so nekakšni mešički, v katerih je eno ali dve ploščati semeni. Seme je obrobljeno s tanko kožico, ki služi kot krilo, da ga veter odnese čim dlje od matičnega drevesa.
Mlada drevesa so priljubljene sobne in okrasne rastline.

## Razširjenost in uporabnost
Velika grelivka je domorodna v Queenslandu in Novem Južnem Walesu. Prenese temperature pod lediščem, prav tako pa uspešno prenaša sušo. Dobro uspeva na kislih tleh. Razmnožuje se s semeni, ki hitro vzkalijo.
Les velike grelivke je prožen in obstojen, zaradi česar ga veliko uporabljajo v mizarstvu in pri izdelavi glasbenih inštrumentov.

## Galerija
- Lubje
- List
- Cvetoče veje
- Cvetovi
- Nezrela semena
- Listi in zrela semena
- Suha semena
- Seme

## u+Zunanje povezave
- Plants of Hawaii (images): Grevillea robusta